# Оскар (Моршин)
ПрАТ «Моршинський завод мінеральних вод „Оскар“» — підприємство харчової промисловості в Моршині (Стрийський район, Львівщина), яке виробляє фасовану в ємностях природну мінеральну воду (ПЕТ-пляшка, автоцистерни), відому під ТМ «Моршинська». Входить до компанії IDS Ukraine. Заснований в 1995 році.
Виробництво має сертифіковану систему управління харчової продукції FSSC 22000.